# Sant Pere de Vilamajor
Sant Pere de Vilamajor település Spanyolországban, Barcelona tartományban. Lakosainak száma 4941 fő (2024).

## Földrajza
Sant Pere de Vilamajor Montseny, Fogars de Montclús, Sant Esteve de Palautordera, Santa Maria de Palautordera, Llinars del Vallès, Sant Antoni de Vilamajor és Cànoves i Samalús községekkel határos.

## Népesség
A település lakosságának változását az alábbi diagram mutatja:
| Lakosok száma | 1360 | 728  | 807  | 607  | 1142 | 3270 | 4021 | 4248 | 4472 | 4941 |
|               | 1787 | 1900 | 1940 | 1965 | 1991 | 2004 | 2009 | 2014 | 2019 | 2024 |